# 박현명 (종교인)
박현명(朴炫明, 일본식 이름: 新井炫明, 1900년 ~ ?)은 일제 강점기 조선의 한국의 성결교회 목사이다.

## 생애
함경남도 북청군 출신이다. 박현명의 처가는 이준을 배출한 명문가였는데, 과거 공부를 위해 처가에서 공부하다가 근처의 교회에서 기독교 신앙에 입문하게 되었다.
이후 한학 공부를 중지하고 경성부로 올라와 성결교 계열의 경성성서학원에서 신학을 공부하고 전도사를 거쳐 성결교 목회자가 되었다. 1927년 일본에 선교사로 파송되어 7년간 사역한 뒤 1934년 귀국해 경성성서학원에서 교편을 잡았다.
일제강점기 말기에 성결교단의 지도적 인물로서 어용 단체에서 활동한 기록이 있다. 조선기독교연합회(1938년), 국민정신총동원 조선예수교동양선교회 성결교회연맹(1939년~1940년), 국민총력 조선예수교동양선교회 성결교회연맹(1940년~1943년), 기독교신문협회(1942년) 등이다. 반면, 1942년 경부터 일제는 서양 선교사들을 미국의 스파이라는 어불성설의 혐의를 뒤집어 씌워 탄압하고 모든 서양 선교사를 강제추방 및 신학교 폐쇄 등의 조치가 뒤따랐다. 특히 박현명은 성결교의 목사로서 성결교의 교리, 특히 재림(再臨)에 대한 교리가 크게 문제가 되어 투옥되었다. 
재림(再臨)이란 약 2000년 전에 십자가에서 죽은 예수 그리스도가 하늘로부터 이 땅에 다시 내려와서 산 자와 죽은 자를 심판하실 것이라는 교리이다. 이 재림(再臨) 교리는 일제의 국체명직, 즉 일본은 신(神) 천황이 다스리는 나라임을 부정하는 교리라는 것이다. 그 이유는 재림 교리에 따르면 일본 천황은 신(神)이 아닌 인간이고, 예수 그리스도가 재림할 때 예수를 믿지 않는 모든 인간은 심판을 피할 수 없는데 천황도 인간이므로 그 심판을 받을 수밖에 없고 그 결과로 지옥에 갈 수 밖에 없는 존재이기 때문이다. 이 재림 교리는 성결교의 핵심 교리로서 일제의 수 많은 회유와 협박에도 타협하지 않은 교리이다. 성결교회는 이 재림 교리를 목숨을 걸고 지킴으로써 소속 모든 목회자들은 1943년 5월 일제의 총 검거령에 의해 전원 검거·투옥되었고 1943년 9월 성결교회 예배 중지령이 떨어져 모든 성결교회는 예배가 불법이 되어 더 이상 예배를 드릴 수 없게 되었으며, 그해 12월 마침내 성결교단은 해산되고 말았다.
광복 후 서울신학교 교수로 일하면서 1946년 4월 재건된 기독교조선성결교회의 초대 총회장을 맡는 등 활동을 재개했으나, 1950년 한국 전쟁 중 북한으로 납북되었다. 당시 박현명은 서울신학대학교의 전신인 서울신학교 구내 사택에 거주했는데, 서울이 인민군에게 점령되어 있던 8월 23일 서울 종로구의에서 열린 기독교도연맹회의에 송창근 등과 함께 참석했다가 한꺼번에 실종되어 납북되었다.
북한에서 1950년대 중반 또는 1960년대 초반까지 생존했거나 공식 활동을 했다는 풍문이 있을 뿐, 이후 소식은 알 수 없다.

## 사후
성결교단은 박현명을 순교자로 추서했다.
2008년 공개된 민족문제연구소의 친일인명사전 수록예정자 명단 중 종교 부문에 포함되었다. 2005년 예비명단이 공개되자 성결교단 측은 박현명의 이름이 관제 단체에 등록되거나 이들 단체가 국방헌금을 헌납한 것은 사실이나, 이는 교단을 지키기 위한 최소한의 활동이었을 뿐이라며 반박했다. 아름다운재단 이사이며 목회자인 장남 박상증도 법적 대응을 고려한다며 강력히 반발했다.

## 같이 보기
- 박상증
- 기독교대한성결교회
- 기독교대한성결교회 역대총회장
- 한국의 성결교회

## 참고자료
- 주승민 (2005년 10월 1일). “특집::이명직 박현명 바로 세우기 - 특집 2  박현명 목사 바로 세우기”. 활천. 2008년 8월 29일에 원본 문서에서 보존된 문서. 2008년 2월 8일에 확인함.
- 강주화 기자 (정리) (2007년 12월 10일). “[역경의 열매] 박상증 (2) 풍금소리에 교회간 부친, 목회자 길로”. 국민일보. 2008년 2월 7일에 확인함.[깨진 링크(과거 내용 찾기)]
- 강주화 기자 (정리) (2007년 12월 11일). “[역경의 열매] 박상증 (3) 신사참배 거부한 아버지 투옥”. 국민일보. 2008년 2월 7일에 확인함.[깨진 링크(과거 내용 찾기)]